# Ecclesia Gnostica Catholica
 Der er for få eller ingen kildehenvisninger i denne artikel, hvilket er et problem. Du kan hjælpe ved at angive troværdige kilder til de påstande, som fremføres i artiklen.

Ecclesia Gnostica Catholica (Den Gnostisk-Katolske Kirke), normalt forkortet som E.G.C., er den kirkelige gren af Ordo Templi Orientis, oprindeligt tænkt som stammende fra de franske gnostiske kirker, men denne historiske forbindelse er tvivlsom.
Det centrale arbejde i E.G.C. er den, af Aleister Crowley skrevne messe eller "gudstjeneste" kaldet "Den Gnostiske Messe" (Liber XV). Ceremonien gør brug af både en præst og en præstinde, og kan opfattes som en kirkelig ceremoni for tilhængere af Thelema, en semi-religiøs og filosofisk trosretning med tilhængere i store dele af den vestlige verden.
| Religion | Spire Denne religionsartikel er en spire som bør udbygges. Du er velkommen til at hjælpe Wikipedia ved at udvide den. |